# برند دوبرمان
برند دوبرمان (به آلمانی: Bernd Dobermann) بازیکن فوتبال و مدافع اهل آلمان شرقی بود که از سال ۱۹۶۹ میلادی عضو تیم ملی فوتبال آلمان شرقی بوده‌است. وی در ۲ بازی ملی حضور داشته و در بازی‌های ملی‌اش گلی به ثمر نرساند. برند دوبرمان آخرین بازی ملی خود را در سال ۱۹۶۹ میلادی انجام داد.